# B-type Zeppelin
Van het B-type Zeppelin zijn 2 units gebouwd, namelijk de LZ 2 en de LZ 3 'ZI'. Het type had een inhoud van 11.300 m³ waterstof, een lengte van 130 meter en een diameter van 12 meter.  De vorm van de schepen was een langgerekte cilinder met conusvormige uiteinden. Het type had twee 2-cilinder Daimlermotoren van 85 pk in twee gondels met een lengte van vijf meter waarmee het een snelheid van ongeveer 43 kilometer per uur kon halen.
A-type · B-type · C-type · D-type · E-type · F-type · G-type · H-type · I-type · J-type · K-type · L-type · M-type · N-type · O-type · P-type · Q-type · R-type · S-type · T-type · U-type · V-type · W-type · X-type · Y-type · 126-type · 127-type · 129-type